# 3974 Verveer
3974 Verveer è un asteroide della fascia principale. Scoperto nel 1982, presenta un'orbita caratterizzata da un semiasse maggiore pari a 2,6009610 UA e da un'eccentricità di 0,1074516, inclinata di 13,40773° rispetto all'eclittica.